# Rodolfo Smargiassi
Rodolfo Smargiassi (Argentina) es un exjugador de fútbol profesional. Jugó para el Club Atlético Boca Juniors y para el Club de Gimnasia y Esgrima La Plata en la Primera División de Argentina. Jugaba de defensor.

## Trayectoria
Realizó las inferiores en el Club Atlético Boca Juniors y debutó en primera en 1946. En 1947 fue transferido a Gimnasia y Esgrima La Plata, donde logró obtener un récord por la cantidad de presentaciones consecutivas. Arrancó en la novena fecha de 1949 y terminó en la trigésima de 1958, sumando 271 encuentros en primera.
En total en su carrera sumó 333 partidos, marcando 5 goles.

## Clubes
| Club                                | País      | Año       |
| ----------------------------------- | --------- | --------- |
| Club Atlético Boca Juniors          | Argentina | 1946      |
| Club de Gimnasia y Esgrima La Plata | Argentina | 1947-1958 |